# 朱志垌
保安悼順王朱志垌（1410年—1436年5月11日），明朝秦藩第二代保安王，保安懷僖王朱尚煜之庶長子，母夫人趙氏。

## 生平
永樂八年（1410年），保安懷僖王朱尚煜去世。同年，朱志垌出生。永樂十九年七月十三日（1421年8月10日），襲封保安王。
正統元年四月二十五日（1436年5月11日）薨，享年二十七歲，在位十六年，諡號悼順。十年後，其嫡第二子朱公鋉襲爵。

## 家庭

### 妻
- 何氏（－1473年），西安右護衛指揮僉事何忠女，宣德二年（1437年）封保安王妃[4]。

### 子
- 長子：朱公錥[5]
- 嫡第二子：保安莊簡王朱公鋉
- 嫡第三子：鎮國將軍朱公鍍

### 女
- 醴泉縣主，儀賓鄭傑
- 同官縣主，儀賓魯斌[6]